# Rogers Cup 2017
Rogers Cup 2017 presented by National Bank — тенісний турнір, що проходив на відкритих кортах з твердим покриттям. Це був 128-й за ліком Відкритий чемпіонат Канади серед чоловіків і 125-й - серед жінок. Належав до категорії Мастерс у рамках Туру ATP 2017, а також категорії Premier 5 в рамках Туру WTA 2017. Жіночий турнір (що також мав назву Toronto Open) відбувся в Aviva Centre у Торонто з 7 до 13 серпня, а чоловічий - на Uniprix Stadium у Монреалі з 7 до 13 серпня 2017 року.

## Очки і призові

### Нарахування очок
| Дисципліна                 | П    | Ф   | ПФ  | ЧФ  | 1/8 | 1/16 | 1/32 | Q   | Q2  | Q1  |
| Чоловіки, одиночний розряд | 1000 | 600 | 360 | 180 | 90  | 45   | 10   | 25  | 16  | 0   |
| Чоловіки, парний розряд    | 1000 | 600 | 360 | 180 | 90  | 0    | Н/Д  | Н/Д | Н/Д | Н/Д |
| Жінки, одиночний розряд    | 900  | 585 | 350 | 190 | 105 | 60   | 1    | 30  | 20  | 1   |
| Жінки, парний розряд       | 900  | 585 | 350 | 190 | 105 | 5    | Н/Д  | Н/Д | Н/Д | Н/Д |

### Призові гроші
| Дисципліна                 | П        | F        | ПФ       | ЧФ       | 1/8     | 1/16    | 1/32    | Q2     | Q1     |
| Чоловіки, одиночний розряд | $894,585 | $438,635 | $220,760 | $112,255 | $58,295 | $30,730 | $16,595 | $3,820 | $1,950 |
| Жінки, одиночний розряд    | $501,975 | $243,920 | $122,190 | $58,185  | $28,030 | $14,360 | $7,745  | $3,150 | $1,905 |
| Чоловіки, парний розряд    | $277,030 | $135,630 | $68,030  | $34,920  | $18,050 | $9,520  | Н/Д     | Н/Д    | Н/Д    |
| Жінки, парний розряд       | $143,600 | $72,534  | $35,910  | $18,075  | $9,170  | $4,530  | Н/Д     | Н/Д    | Н/Д    |

## Учасники основної сітки в рамках чоловічого турніру

### Сіяні пари
Нижче подано список сіяних гравців. Посів ґрунтується на рейтингу ATP станом на 31 липня 2017. Рейтинг і очки перед наведено на 7 серпня 2017.
| Сіяний | Рейтинг | Гравець               | Очки перед | Очки, що захищає | Очки здобуті | Очки після | Підсумок                                     |
| ------ | ------- | --------------------- | ---------- | ---------------- | ------------ | ---------- | -------------------------------------------- |
| 1      | 2       | Рафаель Надаль        | 7,465      | 0                | 90           | 7,555      | 3 коло, його переміг Денис Шаповалов [WC]    |
| 2      | 3       | Роджер Федерер        | 6,545      | 0                | 600          | 7,145      | Фіналіст, його переміг Олександр Звєрєв [4]  |
| 3      | 7       | Домінік Тім           | 4,065      | (45)             | 10           | 4,030      | 2-ге коло, його переміг Дієго Шварцман       |
| 4      | 8       | Олександр Звєрєв      | 3,560      | (90)             | 1,000        | 4,470      | Чемпіон, — Роджер Федерер [2]                |
| 5      | 9       | Кей Нісікорі          | 3,320      | (45)             | 10           | 3,285      | 2-ге коло, його переміг Гаель Монфіс         |
| 6      | 10      | Мілош Раоніч          | 3,220      | 0                | 10           | 3,230      | 2-ге коло, його переміг Адріан Маннаріно     |
| 7      | 11      | Григор Димитров       | 3,070      | (90)             | 90           | 3,070      | 3 коло, його переміг Робін Гаасе             |
| 8      | 12      | Жо-Вілфрід Тсонга     | 2,805      | (45)†            | 10           | 2,770      | 2-ге коло, його переміг Сем Кверрі           |
| 9      | 13      | Давід Ґоффен          | 2,560      | (45)             | 45           | 2,560      | 2-ге коло, його переміг Хьон Чун             |
| 10     | 14      | Томаш Бердих          | 2,480      | (90)             | 0            | 2,390      | знявся через травму ребра                    |
| 11     | 15      | Пабло Карреньо Буста  | 2,350      | 90               | 45           | 2,305      | 2-ге коло, його переміг Кевін Андерсон       |
| 12     | 16      | Роберто Баутіста Аґут | 2,335      | (90)†            | 180          | 2,425      | чвертьфінал, його переміг Роджер Федерер [2] |
| 13     | 18      | Люка Пуй              | 2,255      | (45)             | 10           | 2,220      | 1 коло, його переміг Джаред Доналдсон        |
| 14     | 19      | Джон Ізнер            | 2,145      | (45)             | 10           | 2,110      | 1 коло, його переміг Хуан Мартін дель Потро  |
| 15     | 17      | Джек Сок              | 2,335      | (45)             | 45           | 2,335      | 3 коло, його переміг Давид Феррер            |
| 16     | 24      | Нік Киріос            | 1,680      | 0                | 90           | 1,770      | 3 коло, його переміг Олександр Звєрєв [4]    |

† Гравець використав виняток, щоб пропустити цей турнір 2016 року. Тож його очки за потрапляння до 18-ти найкращих відраховано.

### Інші учасники
Учасники, що потрапили до основної сітки завдяки вайлд-кард:
- Пітер Поланскі
- Вашек Поспішил
- Брейден Щур
- Денис Шаповалов

Гравці, що потрапили до основної сітки через стадію кваліфікації:
- Томас Фаббіано
- Norbert Gombos
- П'єр-Юг Ербер
- Венсан Мійо
- Рейллі Опелка
- Дуді Села
- Тім Смичек

Такі тенісисти потрапили в основну сітку як Щасливі лузери:
- Ернесто Ескобедо
- Михайло Южний

### Відмовились від участі
До початку турніру
- Томаш Бердих (ребро) →його замінив  Ернесто Ескобедо
- Марин Чилич (травма аддуктора) →його замінив  Данило Медведєв
- Пабло Куевас →його замінив  Адріан Маннаріно
- Новак Джокович (травма ліктя) →його замінив  Кевін Андерсон [6]
- Фабіо Фоніні →його замінив  Хьон Чун
- Іво Карлович →його замінив  Френсіс Тіафо
- Мартін Кліжан →його замінив  Дональд Янг
- Жіль Мюллер →його замінив  Михайло Южний
- Енді Маррей (травма стегна) →його замінив  Юіті Суґіта
- Жиль Сімон →його замінив  Ніколоз Басілашвілі
- Фернандо Вердаско →його замінив  Джаред Доналдсон
- Стен Вавринка (травма коліна) →його замінив  Кайл Едмунд

## Учасники основної сітки в парному розряді

### Сіяні пари
| Країна          | Гравець        | Країна    | Гравець      | Рейтинг1 | Сіяний |
| --------------- | -------------- | --------- | ------------ | -------- | ------ |
| Фінляндія       | Генрі Контінен | Австралія | Джон Пірс    | 5        | 1      |
| Польща          | Лукаш Кубот    | Бразилія  | Марсело Мело | 5        | 2      |
| Велика Британія | Джеймі Маррей  | Бразилія  | Бруно Соарес | 11       | 3      |
| США             | Боб Браян      | США       | Майк Браян   | 14       | 4      |
| Франція         | П'єр-Юг Ербер  | Франція   | Ніколя Маю   | 22       | 5      |
| ПАР             | Равен Класен   | США       | Ражів Рам    | 27       | 6      |
| Індія           | Роган Бопанна  | Хорватія  | Іван Додіг   | 31       | 7      |
| Австрія         | Олівер Марах   | Хорватія  | Мате Павич   | 34       | 8      |

- Рейтинг подано станом на 31 липня 2017

### Інші учасники
Нижче наведено пари, які отримали вайлдкард на участь в основній сітці:
- Френк Данцевич /  Аділ Шамасдін
- Деніел Нестор /  Вашек Поспішил

Наведені нижче пари отримали місце як заміна:
- Гаель Монфіс /  Бенуа Пер

### Відмовились від участі
До початку турніру
- Стів Джонсон

Під час турніру
- Давид Феррер

## Учасниці основної сітки в рамках жіночого турніру

### Сіяні пари
| Країна          | Гравчиня            | Рейтинг1 | Сіяна |
| --------------- | ------------------- | -------- | ----- |
| Чехія           | Кароліна Плішкова   | 1        | 1     |
| Румунія         | Сімона Халеп        | 2        | 2     |
| Німеччина       | Анджелік Кербер     | 3        | 3     |
| Іспанія         | Гарбінє Мугуруса    | 4        | 4     |
| Україна         | Еліна Світоліна     | 5        | 5     |
| Данія           | Каролін Возняцкі    | 6        | 6     |
| Велика Британія | Джоанна Конта       | 7        | 7     |
| Росія           | Світлана Кузнецова  | 8        | 8     |
| США             | Вінус Вільямс       | 9        | 9     |
| Польща          | Агнешка Радванська  | 10       | 10    |
| Словаччина      | Домініка Цібулкова  | 11       | 11    |
| Латвія          | Олена Остапенко     | 12       | 12    |
| Франція         | Крістіна Младенович | 13       | 13    |
| Чехія           | Петра Квітова       | 14       | 14    |
| Латвія          | Анастасія Севастова | 16       | 15    |
| Росія           | Олена Весніна       | 17       | 16    |

- 1 Рейтинг подано станом на 31 липня 2017

### Інші учасниці
Учасниці, що потрапили до основної сітки завдяки вайлд-кард:
- Франсуаз Абанда
- Б'янка Андрееску
- Ежені Бушар

Учасниця, що потрапила в основну сітку завдяки захищеному рентингові:
- Слоун Стівенс

Гравчині, що потрапили до основної сітки через стадію кваліфікації:
- Катерина Александрова
- Лара Арруабаррена
- Ешлі Барті
- Ірина-Камелія Бегу
- Сорана Кирстя
- Маріана Дуке-Маріно
- Кірстен Фліпкенс
- Варвара Лепченко
- Наомі Осака
- Донна Векич
- Сачія Вікері
- Гезер Вотсон

Як щасливий лузер в основну сітку потрапили такі гравчині:
- Магдалена Рибарикова

### Відмовились від участі
До початку турніру
- Медісон Кіз →її замінила  Магдалена Рибарикова
- Крістина Плішкова →її замінила  Юлія Гергес
- Саманта Стосур →її замінила  Алісон Ріск

### Знялись
- Наомі Осака

## Учасниці основної сітки в парному розряді

### Сіяні пари
| Країна            | Гравчиня             | Країна    | Гравчиня          | Рейтинг1 | Сіяна |
| ----------------- | -------------------- | --------- | ----------------- | -------- | ----- |
| Росія             | Катерина Макарова    | Росія     | Олена Весніна     | 6        | 1     |
| Китайський Тайбей | Чжань Юнжань         | Швейцарія | Мартіна Хінгіс    | 11       | 2     |
| Чехія             | Луціє Шафарова       | Чехія     | Барбора Стрицова  | 12       | 3     |
| Індія             | Саня Мірза           | КНР       | Пен Шуай          | 19       | 4     |
| Угорщина          | Тімеа Бабош          | Чехія     | Андреа Главачкова | 27       | 5     |
| Чехія             | Луціє Градецька      | Чехія     | Катерина Сінякова | 31       | 6     |
| Австралія         | Ешлі Барті           | Австралія | Кейсі Деллаква    | 32       | 7     |
| Німеччина         | Анна-Лена Гренефельд | Чехія     | Квета Пешке       | 48       | 8     |

- Рейтинг подано станом на 31 липня 2017

### Інші учасниці
Нижче наведено пари, які отримали вайлдкард на участь в основній сітці:
- Б'янка Андрееску /  Карсон Бренстін
- Ежені Бушар /  Кароліна Плішкова
- Шарлотт Робілард-Мієтт /  Керол Чжао

Наведені нижче пари отримали місце як заміна:
- Лорен Девіс /  Алісон Ріск

### Відмовились від участі
До початку турніру
- Ана Конюх

Під час турніру
- Пен Шуай

## Фінальна частина

### Одиночний розряд, чоловіки
- Олександр Звєрєв —  Роджер Федерер, 6–3, 6–4

### Одиночний розряд, жінки
- Еліна Світоліна —  Каролін Возняцкі, 6–4, 6–0

### Парний розряд, чоловіки
- П'єр-Юг Ербер /  Ніколя Маю —  Роган Бопанна /  Іван Додіг, 6–4, 3–6, [10–6]

### Парний розряд, жінки
- Катерина Макарова /  Олена Весніна —  Анна-Лена Гренефельд /  Квета Пешке, 6-0, 6-4